# Обсерваторія Скалнате Плесо
Обсерваторія Скалнате Плесо (словац. Skalnaté pleso observatory) — астрономічна обсерваторія в горах Словаччини. Належить до Астрономічного інституту Словацької академії наук. У будівлі обсерваторії також розміщується метеорологічна станція, що належить Геофізичному Інституту.

## Історія
Обсерваторію заснував 1943 року чеський метеоролог та астроном Антонін Бечварж. Спочатку її було обладнано трьома телескопами: рефлектором Цейса (D = 0,6 м, F = 3,29 м) і двома малими рефлекторами (діаметром близько 20 см), а також кількома бінокулярами 25×100. У 1961 був встановлений новий 30-см астрограф Цейса, який використовували для астрономічних спостережень за астероїдами та кометами. У 2001 астрограф замінили на 61-см рефлектор. Цей інструмент зараз обладнано ПЗЗ-камерою і, переважно, використовується для фотометричних спостережень за астероїдами. 1977 року старий 0,6-м рефлектор Цейса замінили на новий Цейс-600. На Цейс-600 був встановлений фотоелектричний фотометр, який використовується для дослідження різних типів змінних зір (симбіотичних, катаклізмічних, нових, неправильних змінних). 
У цій обсерваторії було відкрито більшість комет і астероїдів, виявлених на території Словаччини.